# Witchblade (televisieserie)
Witchblade is een Amerikaanse televisieserie, gebaseerd op de gelijknamige stripreeks. De serie werd in 2000 geïntroduceerd met een televisiefilm. De serie liep in totaal twee seizoenen, met 23 afleveringen.

## Achtergrond
De hoofdrol in de serie werd vertolkt door Yancy Butler. De regie van de serie was in handen van Ralph Hemecker.
Hoewel de serie goede kritieken kreeg, werd hij in september 2002 stopgezet nadat Butler het bevel kreeg naar een afkickkliniek te gaan vanwege haar alcoholisme. Ondanks dat de serie na relatief korte tijd werd stopgezet, werd hij zevende in de top 10 van Basic Cable Dramas voor 2002 (Multichannel News, February 24, 2003).
De soundtrack van de serie werd gecomponeerd door Joel Goldsmith. Hij bracht de soundtrack uit op 29 mei 2007 onder zijn eigen recordlabel FreeClyde.

## Verhaal
De serie draait om de New Yorkse politieagente Sara "Pez" Pezzini, die op een dag in het bezit komt van een eeuwenoud wapen genaamd de Witchblade. Dit wapen heeft een eigen wil, en bezit bovennatuurlijke krachten.
Sara moet nu de Witchblade leren te hanteren om New York te beschermen. Ze krijgt te maken met een groot aantal tegenstanders die de Witchblade voor hun eigen doeleinden willen, zoals de miljonair Kenneth Irons.

## Cast
- Yancy Butler - Rechercheur Sara 'Pez' Pezzini
- David Chokachi - Rechercheur Jake McCartey
- Will Yun Lee - Rechercheur Danny Woo
- Anthony Cistaro - Kenneth Irons
- Eric Etebari - Ian Nottingham
- John Hensley - Gabriel Bowman
- Nestor Serrano - Hoofinspecteur Bruno Dante

## Afleveringen
- Pilot: Witchblade

### Seizoen 1
1. Parallax
2. Conundrum
3. Diplopia
4. Sacrifice
5. Legion
6. Maelstrom
7. Periculum
8. Thanatopis
9. Apprehension
10. Convergence
11. Transcendence

### Seizoen 2
1. Emergence
2. Destiny
3. Agape
4. Consectatio
5. Static
6. Nailed
7. Lagrimas
8. Hierophant
9. Veritas
10. Parabolic
11. Palindrome
12. Ubique

## Prijzen
| jaar | prijs             | categorie                                                         | genomineerde(n)                                                                                | uitslag     |
| ---- | ----------------- | ----------------------------------------------------------------- | ---------------------------------------------------------------------------------------------- | ----------- |
| 2002 | Saturn Award      | Beste actrice in een televisieserie                               | Yancy Butler                                                                                   | gewonnen    |
| 2002 | Saturn Award      | Best Syndicated/Cable Television Series                           | -                                                                                              | genomineerd |
| 2002 | DGC Craft Award   | Outstanding Achievement in Picture Editing                        | Mike Lee                                                                                       | genomineerd |
| 2002 | DGC Craft Award   | Outstanding Achievement in Production Design                      | Franco De Cotiis                                                                               | genomineerd |
| 2003 | CSC Award         | Beste cinematografie in een televisieserie                        | James Gardner                                                                                  | genomineerd |
| 2003 | DGC Craft Award   | Outstanding Achievement in Picture Editing - Long Form            | Mike Lee                                                                                       | genomineerd |
| 2003 | DGC Craft Award   | Outstanding Achievement in Picture Editing - Short Form           | Gordon McClellan                                                                               | genomineerd |
| 2003 | DGC Craft Award   | Outstanding Achievement in Sound Editing - Short Form             | Rob Hegedus, Kevin Howard                                                                      | genomineerd |
| 2003 | Golden Reel Award | Best Sound Editing in Television Episodic - Sound Effects & Foley | Kevin Howard, Steve Foster, John Sievert, Jason MacNeill, Mark Beck, Paul Shubat, Steve Copley | genomineerd |